# ویلفرد پالوت
ویلفرد پالوت (انگلیسی: Wilfred Pallott; ۵ نوامبر ۱۸۸۴ – ۷ نوامبر ۱۹۵۷) بازیکن هاکی روی چمن اهل بریتانیا بود.